# Joanna Tynnilä
Joanna Tynnilä (1 september 2001) is een voetbalspeelster uit Finland. Ze speelt als verdediger voor SK Brann in de Toppserien.

## Clubcarrière
Tynnilä kwam in haar jeugdjaren uit voor Tikkurilan Palloseura (TiPS) in Vantaa. Voor deze club kwam ze ook in actie in het eerste elftan in de Naisten Ykkönen, het tweede niveau van Finland, in 2017.
In 2012 voegde Tynnilä zich HJK Helsinki waarvoor ze haar debuut maakte in de Kansallinnen Liiga. Tynnilä was twee seizonen actief voor de club uit de Finse hoofdstad.
In augustus 2023 werd Tynnilä door een transfersom overgenomen door de Noorse club SK Brann. Met Brann kwam Tynnilä uit in de Champions League 2023/24. Als eerste Noorse club wist SK Brann de knockoutfase van het toernooi te behalen.

## Statistieken
| Seizoen | Club         | Land      | Competitie        | Wedstrijden | Doelpunten |
| ------- | ------------ | --------- | ----------------- | ----------- | ---------- |
| 2018    | TiPS         | Finland   | Kansallinen Liiga | 23          | 0          |
| 2019    | TiPS         | Finland   | Kansallinen Liiga | 20          | 2          |
| 2020    | TiPS         | Finland   | Kansallinen Liiga | 18          | 2          |
| 2021    | TiPS         | Finland   | Kansallinen Liiga | 23          | 3          |
| 2022    | HJK Helsinki | Finland   | Kansallinen Liiga | 21          | 0          |
| 2023    | HJK Helsinki | Finland   | Kansallinen Liiga | 15          | 1          |
| 2023    | SK Brann     | Noorwegen | Toppserien        | 9           | 0          |
| 2024    | SK Brann     | Noorwegen | Toppserien        | 24          | 0          |
| 2025    | SK Brann     | Noorwegen | Toppserien        | 0           | 0          |
| Totaal  | Totaal       | Totaal    | Totaal            | 153         | 8          |

Laatste update: 12 maart 2025

## Interlandcarrière
Tynnilä maakte haar debuut als international van de Finse nationale ploeg op 16 februari 2023 tijdens een wedstrijd van de Cyprus Women's Cup tegen Kroatië. Uiteindelijk wist Finland er met de eindoverwinning vandoor te gaan.